# Длинная (река, впадает в Охотское море)
Длинная — река на северо-западе Камчатского края в России, протекает по территории Пенжинского района. Длина реки — 14 км. Впадает в Охотское море.

## Данные водного реестра
По данным государственного водного реестра России относится к Анадыро-Колымскому бассейновому округу.
Код водного объекта в государственном водном реестре — 19080000112120000040584.